# Tasiocera (Tasiocera) barringtonensis
Tasiocera (Tasiocera) barringtonensis is een tweevleugelige uit de familie steltmuggen (Limoniidae). De soort komt voor in het Australaziatisch gebied.